# Гондрексанж
Гондрексанж (фр. Gondrexange) насеље је и општина у североисточној Француској у региону Лорена, у департману Мозел која припада префектури Сарбур.
По подацима из 2011. године у општини је живело 481 становника, а густина насељености је износила 21,02 становника/km². Општина се простире на површини од 22,88 km². Налази се на средњој надморској висини од 270 метара (максималној 319 m, а минималној 266 m).

## Демографија
| 1962. | 1968. | 1975. | 1982. | 1990. | 1999. | 2011. |
| ----- | ----- | ----- | ----- | ----- | ----- | ----- |
| 480   | 508   | 526   | 469   | 435   | 459   | 481   |

График промене броја становника у току последњих година